# Coquistraße 18

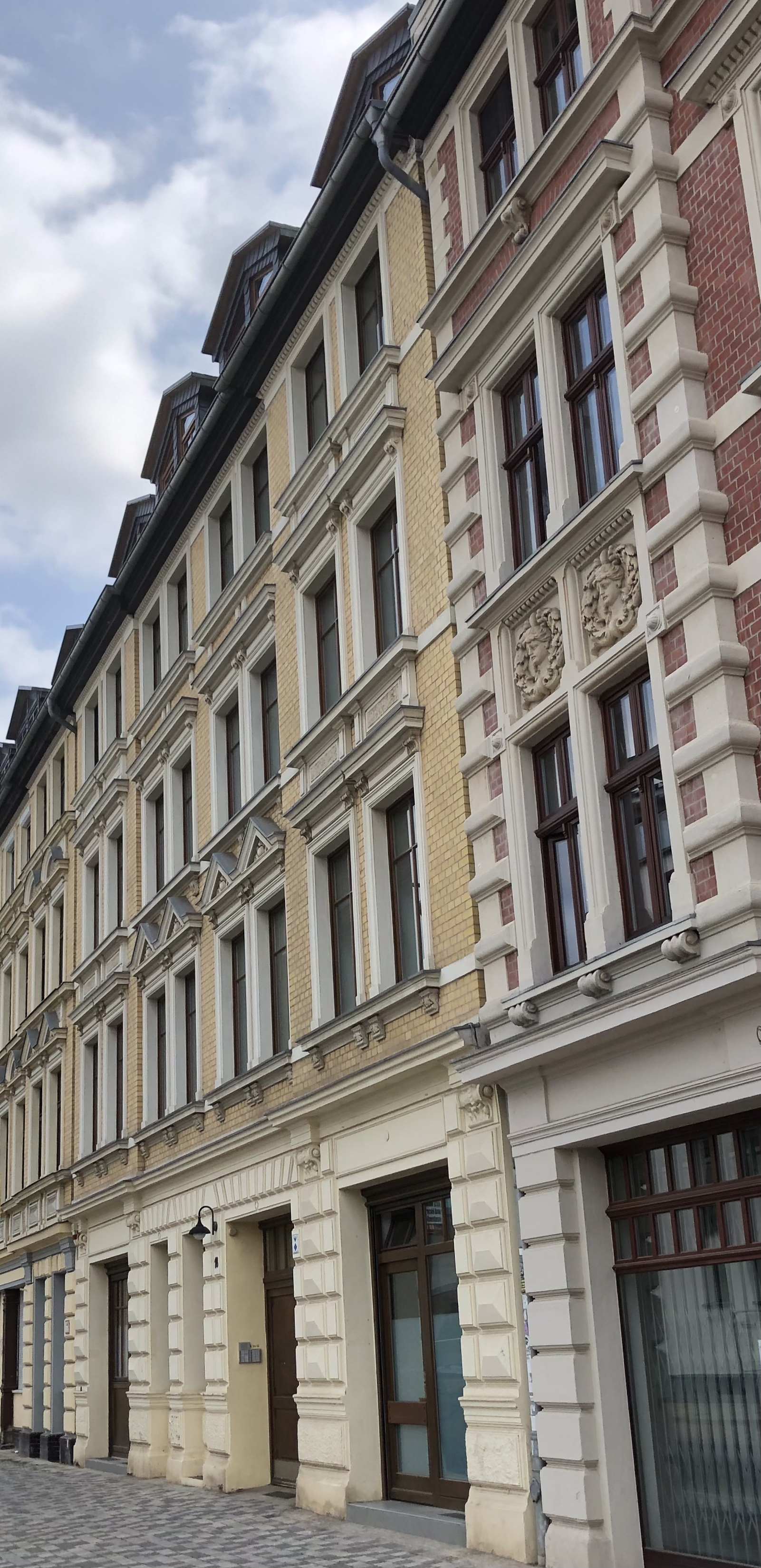
Wohnhaus Coquistraße 18 im Jahr 2021

Das Gebäude Coquistraße 18 ist ein denkmalgeschütztes Wohnhaus in Magdeburg in Sachsen-Anhalt.

## Lage
Es befindet sich auf der Südseite der Coquistraße im Magdeburger Stadtteil Buckau. Östlich grenzt das gleichfalls denkmalgeschützte Gebäude Coquistraße 18a an.

## Architektur und Geschichte
Der viergeschossige Bau wurde in der Zeit zwischen 1880 und 1890 in Ziegelbauweise errichtet. Die achtachsige Fassade ist repräsentativ im Stil der Neorenaissance gestaltet. Die jeweils äußeren beiden Fensterachsen treten als flache Seitenrisalite hervor. In der Beletage im ersten Obergeschoss bestehen oberhalb der Fensteröffnungen in den vier mittleren Achsen Fensterverdachungen aus Dreiecksgiebeln.
Im örtlichen Denkmalverzeichnis ist das Wohnhaus unter der Erfassungsnummer 094 17809 als Baudenkmal verzeichnet.
Das Gebäude gilt als Teil der erhaltenen gründerzeitlichen Straßenzeile als städtebaulich bedeutsam und ist ein Beispiel des bauzeitlichen Wohnungsbaus im Industrieort Buckau.